# Martinezidium maya
Martinezidium maya är en skalbaggsart som beskrevs av Vaz-de-mello och Halffter 2004. Martinezidium maya ingår i släktet Martinezidium och familjen bladhorningar. Inga underarter finns listade i Catalogue of Life.